# 운전 중 휴대폰 사용

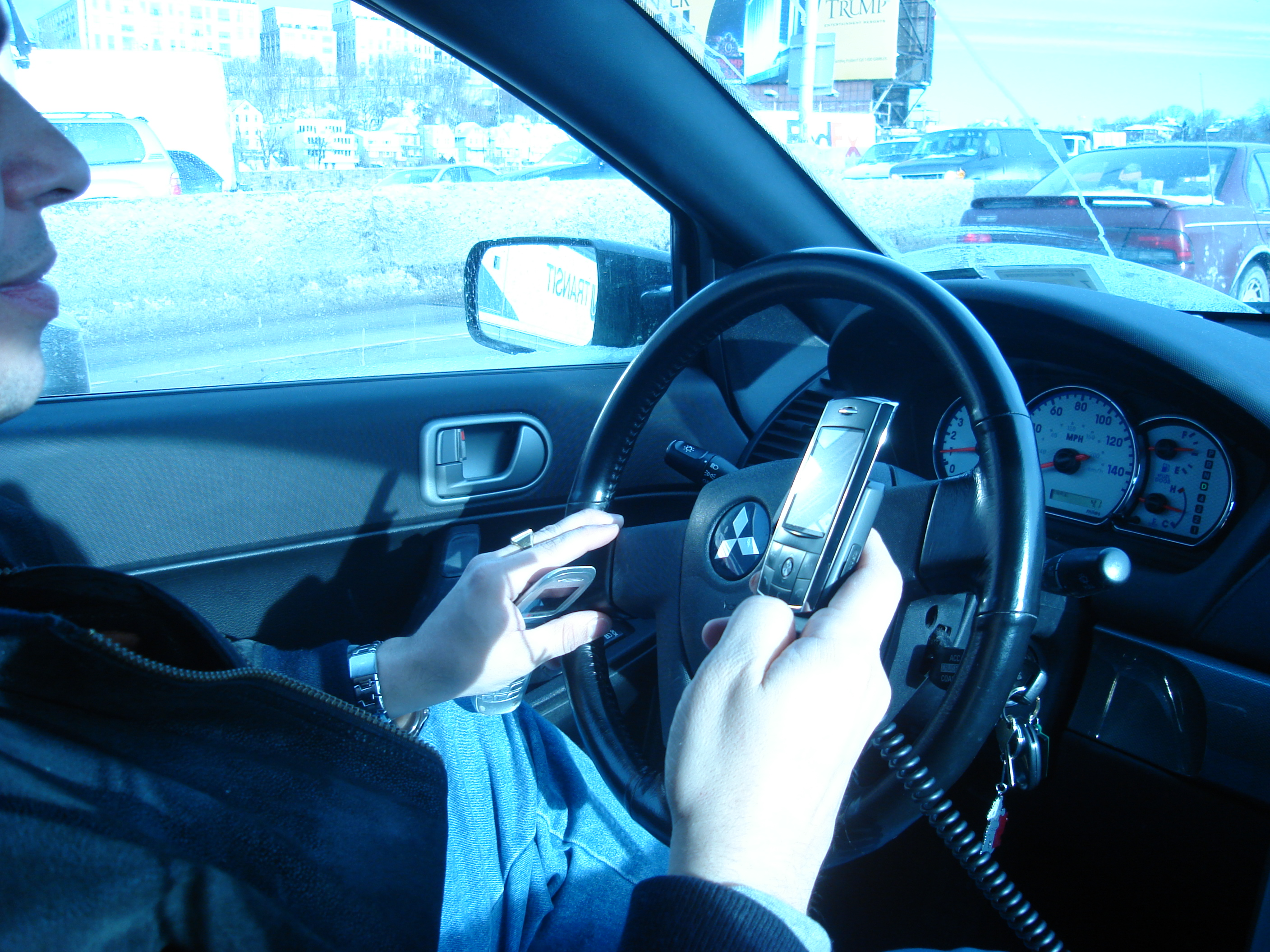
교통 체증 중에 두 개의 손에 든 휴대폰을 동시에 사용하는 뉴욕 운전자

운전 중 휴대폰 사용은 흔하지만, 운전 중 주의분산행위와 그로 인한 충돌 사고를 유발할 수 있어 위험하다. 운전 중 전화 전화 통화나 문자 메시지 전송과 관련된 사고 건수가 증가함에 따라, 일부 관할권에서는 이러한 관행을 억제하기 위해 운전 중 휴대폰으로 전화 통화를 하는 것을 불법으로 규정했으며, 그 효과는 다양하다. 많은 관할권에서는 손에 든 휴대 전화 사용을 불법으로 규정하는 법률을 제정했다. 많은 관할권에서 핸즈프리 장치 사용을 허용하지만, 일부 연구에 따르면 핸즈프리 장치를 사용하면서 대화하는 것은 장치를 직접 들고 대화하는 것과 비교하여 거의 또는 전혀 이점이 없는 것으로 나타났다. 일부 경우에는 미성년자, 새로 면허를 취득한 운전자(특히 젊은 연령대), 또는 어린이 보호구역의 운전자에게만 제한이 적용된다. 운전 중 전화 외에도 운전 중 문자 메세지 전송, 웹 브라우징, 비디오 게임 플레이 또는 일반적인 휴대폰 사용과 같은 활동도 충돌 사고 위험을 증가시킬 수 있다.
미국에서는 운전 중 주의산만을 줄이기 위한 법률이 통과되었음에도 불구하고, 운전 중 주의산만으로 인한 자동차 충돌 사고가 증가하고 있다. 운전 중 휴대폰을 사용하면 운전자가 사고를 유발할 위험이 증가한다. 운전자는 주의가 산만해져 도로 인식 능력이 저하되어 더 많은 자동차 충돌 사고로 이어진다. 운전자가 휴대폰으로 통화할 때 입원할 정도의 자동차 사고 위험은 휴대폰으로 통화하지 않을 때보다 4배 더 높다. 운전 중에 문자를 보내는 운전자는 자동차 사고를 겪을 가능성이 23배 더 높다. 미국에서 발생하는 자동차 사고 4건 중 1건은 운전 중 문자 메시지 전송으로 인해 발생한다.

## 연구

### 유병률

운전 중 휴대폰 사용의 합법성:
모든 경우에 불법
핸즈온 불법, 핸즈프리 합법
통화 합법, 문자 메시지 불법
휴대폰 사용 합법
데이터 없음
참고: 지도의 포르투갈은 검정색으로 표시되어 있지만, 2018년 포르투갈 법률은 핸즈프리 장치 사용을 의무화하고 있다

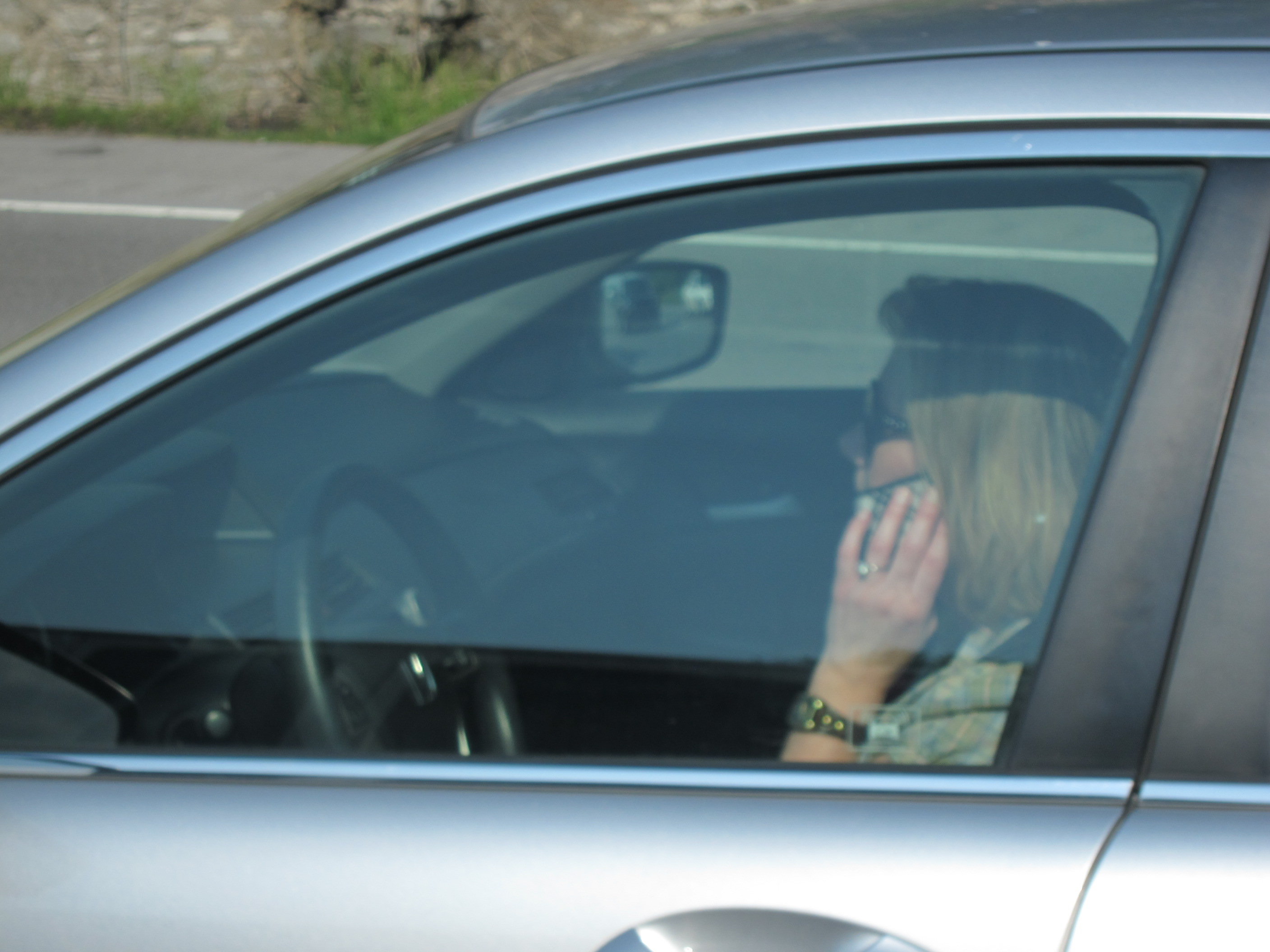
휴대폰을 사용하는 운전자

퀘벡주의 주 자동차 보험 협회인 퀘벡 자동차 보험 협회 (SAAQ)는 2003년에 운전과 휴대폰에 대한 연구를 수행했다. 175,000명의 운전자에게 설문지를 발송했으며, 응답한 36,078명을 대상으로 분석을 실시했다. 설문지는 운전 습관, 위험 노출, 지난 24개월간의 충돌 사고, 사회인구학적 정보 및 휴대폰 사용에 대해 질문했다. 설문지는 휴대폰 회사 데이터와 경찰이 보관한 사고 기록을 통해 보강되었다. 이 연구는 휴대폰 사용자의 전반적인 충돌 사고 상대위험도(RR)가 휴대폰을 사용하지 않는 운전자와 비교하여 모든 그룹에서 평균 1.38로 나타났다고 밝혔다. 연간 주행 거리 및 기타 충돌 위험 노출을 조정한 결과, 남성의 RR은 1.11, 여성의 RR은 1.21이었다. 또한 휴대폰 사용 증가가 RR 증가와 상관관계가 있음을 발견했다. 동일한 데이터를 베이즈 접근 방식을 사용하여 재분석한 결과, 하루 1회 미만 통화하는 사람의 계산된 RR은 0.78이고 하루 7회 이상 통화하는 사람의 RR은 2.27로 코호트 분석과 유사했다. 데이터를 사례-교차 분석을 사용하여 재분석한 결과, RR은 훨씬 더 높은 5.13으로 계산되었다. 저자들은 충돌의 정확한 시간 보고 오류로 인한 전화 통화 및 휴대폰 사용의 오분류가 이 문제에 대한 모든 사례-교차 분석의 주요 편향 원인이라는 우려를 표명했다.
2011년 3월, 미국 보험 회사 스테이트 팜 보험은 설문 조사에 참여한 운전자 중 19%가 운전 중 스마트폰으로 인터넷에 접속했다고 보여주는 연구 결과를 발표했다. 2010년 9월, 미국 미국 고속도로교통안전국 (NHTSA)은 2009년 운전 중 주의분산행위로 인한 사망 사고에 대한 보고서를 발표했다. NHTSA는 운전 중 주의분산행위에 다음을 포함한다: 차 안의 다른 탑승자, 식사, 음주, 흡연, 라디오 조작, 환경 제어 조작, 차 안의 물건에 손 뻗기, 휴대폰 사용. 2009년 미국에서는 주의가 산만한 운전자로 인해 5,474명이 사망했다고 보고되었다. 이 중 995명은 휴대폰으로 인해 주의가 산만해진 운전자로 인해 사망한 것으로 간주되었다. 이 보고서는 이것이 운전자들 사이의 휴대폰 사용 수준을 과소 또는 과대 대표하는지, 그리고 인과 관계가 있는지 여부를 명시하지 않는다.
2003년 미국 충돌 데이터 연구에 따르면, 운전자 부주의는 경찰에 보고된 모든 충돌 사고의 25%에서 50%의 요인으로 추정된다. 부주의의 하위 범주인 운전자 주의산만은 모든 충돌 사고의 8%에서 13%의 기여 요인으로 추정되었다. 주의산만 관련 충돌 사고 중 휴대폰 사용은 기여 요인의 1.5%에서 5%를 차지할 수 있다. 그러나 각 범주에서 큰 미지수가 이러한 추정치의 정확도를 떨어뜨릴 수 있다. 미국 자동차 협회가 후원한 2001년 연구에서는 충돌 사고의 41.5%에서 "알 수 없는 운전자 주의 상태"를, 모든 주의산만 관련 충돌 사고의 8.6%에서 "알 수 없는 주의산만"을 기록했다. NHTSA에 따르면, "충돌 사고 보고가 분명히 부적절하다."
현재 "외부 사람, 물체, 사건"(일반적으로 "호기심으로 구경하기"로 알려짐)으로 인한 주의산만은 주의산만 관련 충돌 사고의 가장 많이 보고된 원인이며, 그 다음은 "라디오/카세트/CD 조작"이다. "휴대폰 사용/다이얼링"은 8위이다. 유타 대학교 심리학과에서 2003년에 수행한 연구는 통제 그룹, 법적 혈중 알코올 농도(BAC) 0.08% 한도 내의 피험자, 그리고 휴대폰 통화 중인 피험자의 반응 시간, 추종 거리 및 주행 속도를 측정했다. 연구는 다음과 같이 언급한다. "...이것은 우리가 차량 추종 절차를 사용하여 운전에 미치는 휴대폰 사용의 영향을 평가하기 위해 수행한 일련의 연구 중 세 번째 연구입니다(Strayer & Drews, 2004; Strayer et al., 2003도 참조). 이 세 가지 연구를 통해 120명의 참가자가 기준선 조건과 휴대폰 조건 모두에서 수행했습니다. 우리 연구의 참가자 중 두 명은 기준선 조건에서 사고에 연루되었고, 10명의 참가자는 휴대폰으로 통화할 때 사고에 연루되었습니다." 그러나 어떤 음주 운전자도 어떤 테스트에서도 사고를 내지 않았다. 운전 난이도와 작업 시간은 통제한 후, 이 연구는 휴대폰 사용 운전자가 음주 운전자보다 더 큰 손상을 보인다고 결론지었다.

### 메타 분석
하와이 하원의 2005년 보고서 "휴대폰 사용과 자동차 충돌: 연구 검토"에는 휴대폰/자동차 충돌 인과관계에 대한 연구 분석이 포함되어 있다. 주요 발견은 다음과 같았다: "자동차 운전 중 휴대폰 사용과 자동차 충돌 사이에 인과 관계가 존재하는지 여부를 직접적으로 다루고 해결하는 연구는 발견되지 않았다." 캐나다 자동차 협회와 일리노이 대학교의 메타 분석에 따르면, 핸즈프리 및 핸드헬드 휴대폰을 모두 사용하는 동안의 반응 시간은 정상 운전보다 약 0.5 표준 편차 더 높았다 (즉, 휴대폰으로 통화하는 평균 운전자는 대략 40번째 백분위수 운전자의 반응 시간을 가진다).

### 휴대폰 가입자 증가에 따른 주장

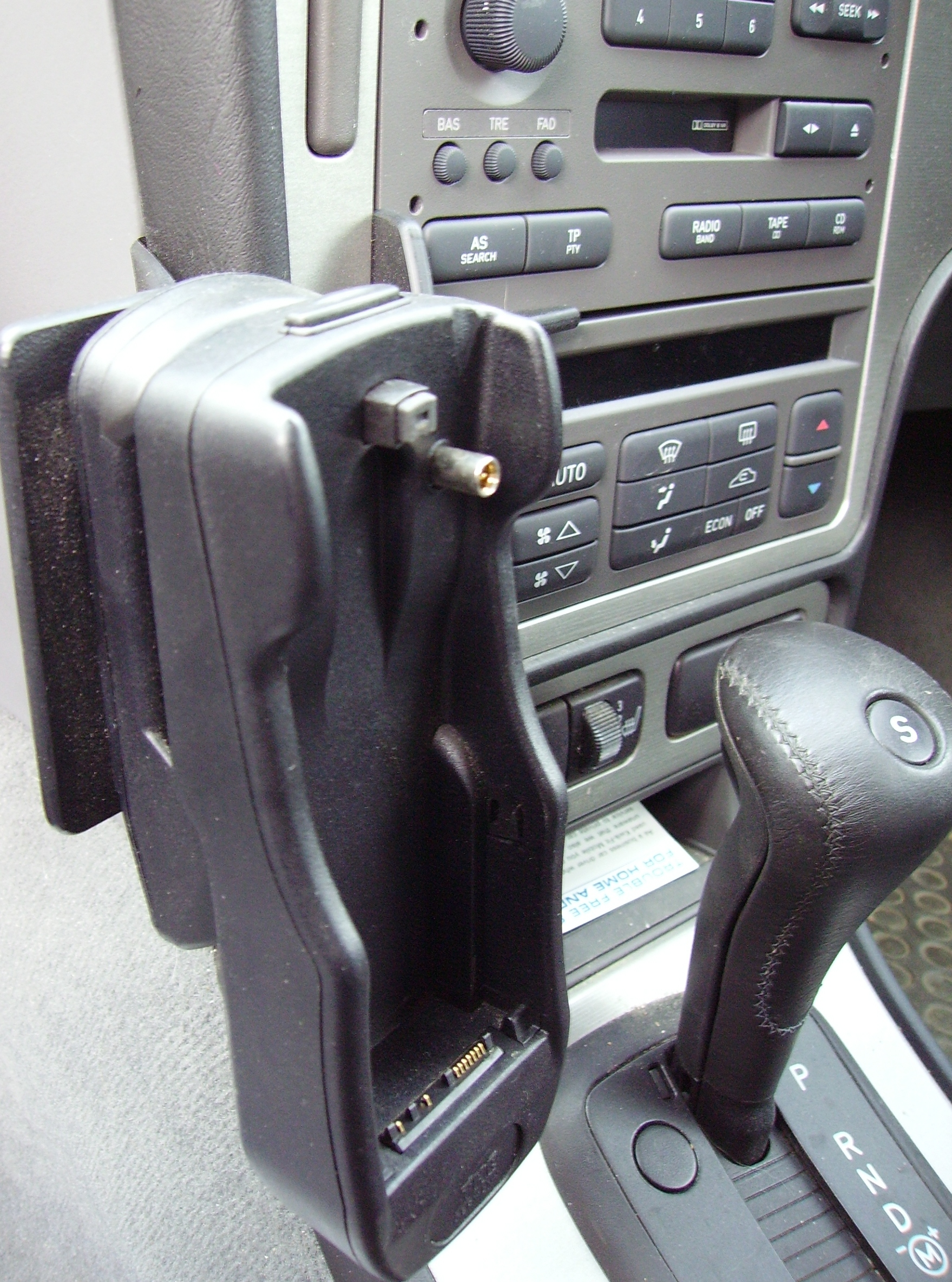
핸즈프리 자동차 키트

미국에서는 1985년부터 2008년 사이에 휴대폰 가입자 수가 1,262.4% 증가했다. 거의 같은 기간 동안 충돌 사고 건수는 0.9%(1995-2009년) 감소했으며, 치명적인 충돌 사고 건수는 6.2% 감소했다. 이러한 통계는 휴대폰 사용이 운전 성능을 저해한다는 주장을 반박한다고 주장되어 왔다. 마찬가지로, 2010년 2월에 발표된 Highway Loss Data Institute의 2010년 연구는 운전 중 휴대폰 금지 전후의 3개 주요 주와 워싱턴 D.C.의 자동차 보험 청구를 검토했다. 이 연구는 금지 조치 시행 후 운전 중 휴대폰 사용이 41%에서 76% 감소했음에도 불구하고 충돌 사고 감소는 없었다.

### 핸즈프리 장치
케이스-교차 연구, 역학, 시뮬레이션, 및 메타 분석에 따르면 핸즈프리 휴대폰 장치를 사용하여 운전하는 것이 손에 든 휴대폰을 사용하는 것보다 안전하지 않다고 결론지었다. 위험 증가는 손을 사용하는 것이 아니라 대화에 관련된 인지 부하 증가로 인해 발생한다. 예를 들어, 카네기 멜런 대학교의 연구에 따르면 휴대폰으로 누군가 말하는 것을 듣는 것만으로도 공간 작업을 관리하는 두정엽의 활동이 37% 감소했다.

#### 영국
영국에서는 2003년부터 운전 중 휴대폰 사용이 핸즈프리 키트에 있는 경우를 제외하고는 불법이다. 처벌은 원래 30파운드(40달러)의 벌금으로 시작하여 2006년에는 60파운드(80달러) 벌금에 벌점 3점으로, 2013년에는 100파운드(134달러)에 벌점 3점으로 증가했다. 2013년 벌금 인상은 운전자들이 운전 중 휴대폰을 사용하는 것을 막는 데 효과가 없는 것으로 판명되었다. 운전 중 휴대폰 사용을 인정하는 운전자의 비율은 2014년 8%에서 2016년 31%로 2년 만에 23% 증가했다. 같은 해 통계에 따르면 2011년 123,000건에 비해 해당 위반으로 고정 벌금 통지(FPN)를 받은 운전자는 30,000명에 불과했다. 휴대폰 사용자의 비율이 증가한 것은 스마트폰의 가격이 점점 저렴해진 것도 한몫했다. 스마트폰 판매 증가와 단속 부족으로 인해, 비록 13년 이상 불법이었음에도 불구하고 운전 중 휴대폰 사용이 용납되는 상황이 되었다.
2017년 교통부(DfT)는 운전 중 휴대폰 사용에 대한 용인이 증가함에 따라 벌금을 200파운드(268달러)로 인상하고 벌점 6점을 부과하기로 결정했다. 이는 운전면허에 이미 6점의 벌점이 있는 운전자가 적발될 경우 6개월 동안 운전이 정지된다는 의미였다. 가장 큰 불이익은 지난 2년 이내에 운전면허 시험에 합격한 신규 운전자들에게 있었다. 영국에서 신규 운전자는 면허 취득 후 2년 동안 면허에 조건이 붙으며, 가장 중요한 것은 면허에 벌점 6점을 받으면 운전면허 시험을 다시 봐야 한다는 것이다. 2년 후의 면허 소지자는 대부분의 상황에서 면허 취소/재시험 대신 면허 정지까지 12점의 벌점을 받는다. 벌점을 4점이나 5점이 아닌 6점으로 결정한 것은 젊은/신규 운전자가 운전 중 휴대폰을 사용하는 것을 막기 위한 것으로 보인다. 그들은 위반 행위를 가장 많이 저지르는 연령대 중 하나로 관찰되었기 때문이다. 더 엄격한 법률이 시행된 지 1년 후, 운전 중 휴대폰을 사용했다고 인정한 운전자의 비율은 23%로, 2년 전보다 8% 감소했다. 영국 정부가 휴대폰을 집어 드는 것을 음주 운전만큼 사회적으로 용납할 수 없는 일로 만들려는 목표를 가지고 있는 동안, 연구는 이 습관이 과거에도 그랬던 것처럼 운전자들 사이에서 계속될지 여부를 계속 주시할 것이다.

### 승객과의 대화와 비교
과학 문헌은 휴대폰 통화의 위험과 승객과의 대화 위험에 대해 의견이 엇갈린다. 일반적인 생각은 승객이 인지된 위험 수준에 따라 대화를 더 잘 조절할 수 있으므로 위험이 무시할 수 있다는 것이다. 학술지 '실험 심리학'에 실린 사우스캐롤라이나 대학교 심리학 연구원의 연구에 따르면, 말할 계획을 세우고 말하는 것이 듣는 것보다 뇌의 자원을 훨씬 더 많이 요구하는 것으로 나타났다. 주의 수준 측정 결과, 피험자들은 듣고 있을 때보다 말할 준비를 하거나 말할 때 주의가 4배 더 산만했다. 노팅엄 대학교의 사고 연구 부서는 다양한 운전 조건에서 눈가리개를 한 승객과 눈가리개를 하지 않은 승객의 경우보다 휴대폰 통화에서 발화 횟수가 일반적으로 더 높다는 것을 발견했다. 질문 횟수는 휴대폰 통화에서 약간 더 높았지만, 결과는 도로 유형에 따라 일정하지 않았고 도시 도로에서 많은 수의 질문에 크게 영향을 받았다.
승객과의 대화와 휴대폰 대화를 비교한 2004년 시뮬레이션 연구는 운전자가 승객과 대화할 때 교통 및 운전 작업이 대화의 일부가 되기 때문에 더 나은 성능을 발휘한다고 결론지었다. 휴대폰으로 대화하는 운전자는 승객과 함께 있는 운전자보다 고속도로 출구를 놓칠 가능성이 4배 더 높았고, 승객과 대화하는 운전자는 시뮬레이터에서 혼자 운전하는 운전자와 통계적으로 유의미한 차이를 보이지 않았다. 교통 연구소의 앤드류 파크스가 주도한 시뮬레이션 연구 또한 핸즈프리 전화 통화가 승객과의 대화와 같은 다른 일반적인 차량 내 주의산만보다 운전 성능을 더 저해한다고 결론지었다. 그러나 일부에서는 시뮬레이션 연구가 호손 효과의 영향을 받을 수 있으므로 운전 중 휴대폰 사용의 위험을 측정하는 데 사용되는 시뮬레이션 연구를 비판했다.
대조적으로, 일리노이 대학교 메타 분석은 승객과의 대화가 휴대폰 대화만큼 운전 성능에 큰 손실을 가져온다고 결론지었다. AAA는 휴대폰의 1.5%에 비해 승객이 주의산만 관련 사고의 세 번째로 많이 보고된 원인으로 11%를 차지한다고 보고했다. 미국 교통 연구 위원회가 자금을 지원한 시뮬레이션 연구는 긴급한 반응을 요구하는 운전 상황이 차량 내 대화에 영향을 받을 수 있으며, 승객이 교통 변화에 따라 대화를 조절한다는 실제적인 증거는 거의 없다고 결론지었다. 이 연구는 운전자 교육이 휴대폰 및 승객 대화 모두의 위험을 다루어야 한다고 결론지었다.

### 문자 메시지
운전 중 휴대폰으로 문자 메시지를 보내는 행위, 즉 운전 중 문자 메세지 전송의 위험성에 대한 과학 문헌은 제한적이다. 모내시 대학교 사고 연구 센터의 시뮬레이션 연구는 문자 메시지를 검색하는 것과 특히 보내는 것이 여러 중요한 운전 작업에 해로운 영향을 미친다는 강력한 증거를 제공했다. 구체적으로, 도로 표지를 감지하고 올바르게 반응하는 것, 위험을 감지하는 것, 도로에서 눈을 떼는 시간, 그리고 (문자 메시지를 보내는 경우에만) 횡방향 위치에 부정적인 영향이 나타났다. 놀랍게도 평균 속도, 속도 변동성, 문자 메시지를 받을 때의 횡방향 위치, 그리고 추종 거리에는 차이가 없었다.
과학적 연구의 수가 적은 것은 휴대폰 통화가 위험을 증가시킨다면 문자 메시지도 위험을 증가시키고, 아마도 더 많이 증가시킬 것이라는 일반적인 가정을 나타낼 수 있다. 문자 메시지의 음성 기반 대안을 판매하는 회사인 핑거의 시장 조사에 따르면, 미국 성인의 89%는 운전 중 문자 메시지 전송이 "주의를 산만하게 하고 위험하며 불법으로 규정되어야 한다"고 생각한다. AAA 교통 안전 재단은 2009년 여론 조사 데이터를 발표했는데, 이는 운전 중 문자 메시지 및 이메일 전송을 "매우 심각한" 안전 위협으로 간주하는 사람이 87%로, 음주 운전을 위협으로 간주하는 사람의 90%와 거의 동등한 수준임을 보여주었다. 운전 중 문자 메시지의 위험을 인정함에도 불구하고, 16세에서 24세 운전자 중 약 절반이 운전 중 문자 메시지를 보냈다고 말했으며, 35세에서 44세 운전자 중에서는 22%가 그랬다.
운전 중 문자 메시지는 2000년대 후반에 문자 메시지 전송량 증가와 함께 더 많은 주목을 받았다. 한 해 동안 약 2,000명의 십대들이 운전 중 문자 메시지로 인해 사망한다. 운전 중 문자 메시지는 2009년 5월 보스턴 트램 운전자가 여자친구에게 문자 메시지를 보내다 충돌 사고를 일으킨 사건을 포함하여, 문자 메시지를 보낸 운전자로 인해 발생한 몇몇 대중화된 자동차 사고 이후 언론의 관심을 끌었다. 문자 메시지는 25명의 승객이 사망한 2008년 채츠워스 열차 충돌 사고의 원인으로 지목되었다. 조사 결과 해당 열차 기관사가 조종 중 45통의 문자 메시지를 보낸 것으로 밝혀졌다.
2011년 연구에서는 설문 조사에 참여한 대학생의 90% 이상이 운전 중에 문자 메시지를 보내거나(시작, 답장 또는 읽기) 받는다고 보고되었다. 2009년 7월 27일, 버지니아 공과대학교 교통 연구소는 상업용 차량의 운전자 주의산만에 대한 연구 예비 결과를 발표했다. 약 200대의 장거리 트럭이 총 300만 마일을 주행한 두 연구는 비디오 카메라를 사용하여 운전자와 도로를 관찰했으며, 연구원들은 "충돌, 충돌 직전, 충돌 관련 갈등, 의도하지 않은 차선 이탈을 포함하는 4,452건의 안전 중요 사건"을 관찰했다. 안전 중요 사건의 81%는 어떤 유형의 운전자 주의산만을 포함했다. 문자 메시지는 가장 큰 상대위험도를 가졌으며, 운전자가 문자 메시지를 보낼 때 안전 중요 사건을 경험할 가능성이 23배 더 높았다. 이 연구는 또한 운전자가 문자 메시지를 보낼 때 일반적으로 전방 도로에서 평균 6초 중 4초 동안 눈을 떼고, 안전 중요 사건 주변 6초 중 평균 4.6초 동안 눈을 뗀다는 것을 발견했다.

### 인터넷 서핑
2013년 미국 전국 조사에 따르면, 운전 중 휴대폰으로 인터넷에 접속했다고 보고한 운전자 수가 거의 4명 중 1명으로 증가한 것으로 나타났다.

### 개입
빈 대학교에서 계획된 행동 이론을 사용하여 수행한 연구는 높은 수준의 휴대폰 사용을 결정하는 두 가지 핵심 요인을 식별했다. 이 두 가지 요인, 즉 주관적 규범(즉, 인지된 사회 규범)과 자기 정체성(즉, 개인이 휴대폰을 자신의 일부로 여기는 정도)은 운전 중 휴대 전화 사용과 같이 부적절하고 문제적인 휴대폰 사용을 줄이는 것을 목표로 하는 설득 전략 및 기타 개입 개발에 유망한 대상이 될 수 있다.

## 공공 경제학

### 사회 경제적 비용
운전 중 휴대폰 사용은 경제적 영향을 미친다. 운전 중 휴대폰을 사용하면 휴대폰을 사용하는 운전자에게 분명히 경제적 비용이 발생할 수 있다(예: 충돌 비용 지불, 주의산만 운전으로 인한 지각 시 임금 손실 등). 그러나 더 흥미로운 점은 운전자의 운전 중 휴대폰 사용이 다른 운전자의 안전과 다른 운전자의 경제적 재산에 외부 효과를 미칠 수 있다는 점이다. 특히 운전 중 휴대폰 사용은 부정적 소비 외부 효과를 발생시키는데, 이는 소비자의 (운전자의) 운전 중 휴대폰 사용이 소비자가 돈을 지불하지 않는 다른 사람들의 복지를 감소시킬 수 있다는 의미이다 (즉, 시장 메커니즘 외부에서). 휴대폰 사용은 운전자가 도로에서 눈을 떼고, 정신을 도로에서 떼고, 핸들에서 손을 떼게 할 수 있다. 이러한 소비자 주의산만은 소비자의 주의산만으로 인한 충돌이나 심지어 사망, 멀티태스킹으로 인한 느린 운전 속도로 인한 도로 혼잡, 다른 사람의 주의산만 운전으로 인한 외부 효과의 영향을 받은 사람들의 지각 등 여러 가지 방식으로 다른 사람들에게 부정적인 영향을 미칠 수 있다. 운전 중 휴대폰 사용으로 인해 발생하는 부정적 소비 외부 효과는 도로에 있는 다른 사람들에게 영향을 미칠 뿐만 아니라 경제적 비효율성도 야기한다. 외부 효과는 정의상 시장이 효율적인 결과를 제공하지 못하는 시장 실패의 한 형태이다.
그림 1은 이 부정적인 외부 효과의 세부 사항을 보여준다. 이 경우 시장 수량은 너무 높아서 운전 중 휴대폰을 사용하는 사람이 너무 많다. 따라서 사회적으로 최적의 수량(Q*)은 시장 수량(Q)보다 낮다. 이러한 비효율성을 극복하기 위해 정부는 종종 개입하여 가격이나 수량을 규제해야 한다.

### 입법 및 사회 경제적 이점
운전자의 주의가 운전에 충분히 집중되도록 보장하는 실현 가능한 방법은 없지만, 정부가 입법적으로 개입하여 운전자가 운전 중에 주의를 산만하게 할 수 있는 행동을 하지 않도록 막을 수 있는 방법은 있다. 운전 중 휴대폰 사용과 같은 부정적인 소비 외부 효과의 경우, 정부는 일반적으로 시장 수량을 사회적으로 최적의 수량으로 줄이기 위해 가격 부담, 즉 벌금이나 딱지의 형태로 금지 조치를 부과한다. 이러한 개입의 한 예는 아래 (그림 2)에서 볼 수 있는데, 이 경우 정부는 운전 중 휴대폰을 사용하는 사람들에게 벌금이나 딱지를 부과하여 도로에서 주의가 산만한 운전자의 수를 줄일 수 있다. 그림에서 알 수 있듯이, 운전 중 휴대폰 사용으로 인해 발생하는 주의산만한 운전자의 시장 수량(Q)은 너무 높으며, 사회적으로 최적의 지점은 더 낮다. 따라서 시장 수량을 사회적으로 최적의 수량(Q*)으로 줄이기 위해 딱지 또는 어떤 종류의 가격 부담이 부과된다.
운전 중 휴대폰 사용으로 인한 부정적인 소비 외부 효과는 경제적 비용을 발생시킨다. 운전 중 휴대폰 사용은 운전자, 동승자, 도로 위 다른 사람들의 안전을 위협할 뿐만 아니라 관련된 모든 당사자에게 경제적 비용을 발생시킨다. 이러한 비용은 정책이나 입법 변경을 통한 정부 개입으로 가장 잘 관리될 수 있다. 딱지 부과는 불법 행위를 저지른 사람에게만 영향을 미치므로 종종 최선의 선택이다. 딱지는 운전 중 휴대폰 사용으로 인한 또 다른 비용인데, 이는 주의가 산만한 운전자로 인한 많은 사고로 인해 이 행위에 대한 딱지 법규가 제정되었기 때문이다. 또한, 딱지를 받는 개인에게는 딱지 자체도 비용이 들지만, 운전 중 휴대폰 사용 금지를 시행하는 데 드는 비용도 마찬가지이다. 입법 조치의 성공에 중요한 것은 시행 또는 시행 인식을 통해 이를 유지하고 지속할 수 있는 능력이다. 경찰관과 사진 레이더 카메라는 이러한 외부 효과를 줄이기 위해 지불해야 하는 다른 비용이다.

### 사회 경제적 이점
딱지 납부가 딱지를 받은 사람들에게는 원치 않는 비용일 수 있지만, 딱지 납부는 실제로 외부 효과(위에서 논의됨)를 줄이고 사회의 총 복지를 증가시키는 긍정적인 영향을 미칠 수 있다. 딱지 수입은 종종 주 또는 지역의 필요에 사용된다. 예를 들어, 딱지 수입은 지역/주 인프라 및 공공 교육을 개선하는 데 사용될 수 있다.
운전 중 휴대폰 사용이라는 부정적인 소비 외부 효과에 딱지를 부과하는 효과는 아래에서 볼 수 있다. 그래프는 딱지 부과가 피구세와 동일한 효과를 가진 것으로 나타낸다.
이것이 딱지의 목표, 즉 비효율적인 시장 결과를 수정하기 위한 피구세와 동일한 효과를 갖는 것이고, 부정적인 외부 효과의 사회적 비용과 동일하게 설정함으로써 그렇게 한다는 점을 감안할 때, 이는 일반적으로 딱지의 경우가 아니다. 딱지는 딱지를 받는 사람에게만 영향을 미치지만, 세금은 모든 사람에게 영향을 미친다. 그래프는 딱지 부과가 피구세와 동일한 효과를 갖는 것을 보여준다. 이는 사회적으로 최적의 수량을 가져올 가격 부담이므로 딱지를 통해 들어오는 이상적인 수입이다. 이는 이상적이지만, 딱지의 경우 누군가 딱지를 받을 확률을 고려하고 그 확률에 가격을 곱해야 하므로 딱지를 통해 일어날 가능성은 매우 낮다. 운전 중 휴대폰 사용에 대해 딱지가 얼마나 자주 주어지는지에 대한 데이터가 결정적이지 않으므로 그래프는 이러한 이론적 상황을 보여주지 않는다.
딱지 부과가 까다로울 수 있지만, 딱지를 통해 들어오는 수입은 지역 및 주 필요에 사용될 수 있고 외부 효과를 줄이는 데 도움이 되므로 사회에 이익이 된다.

## 입법

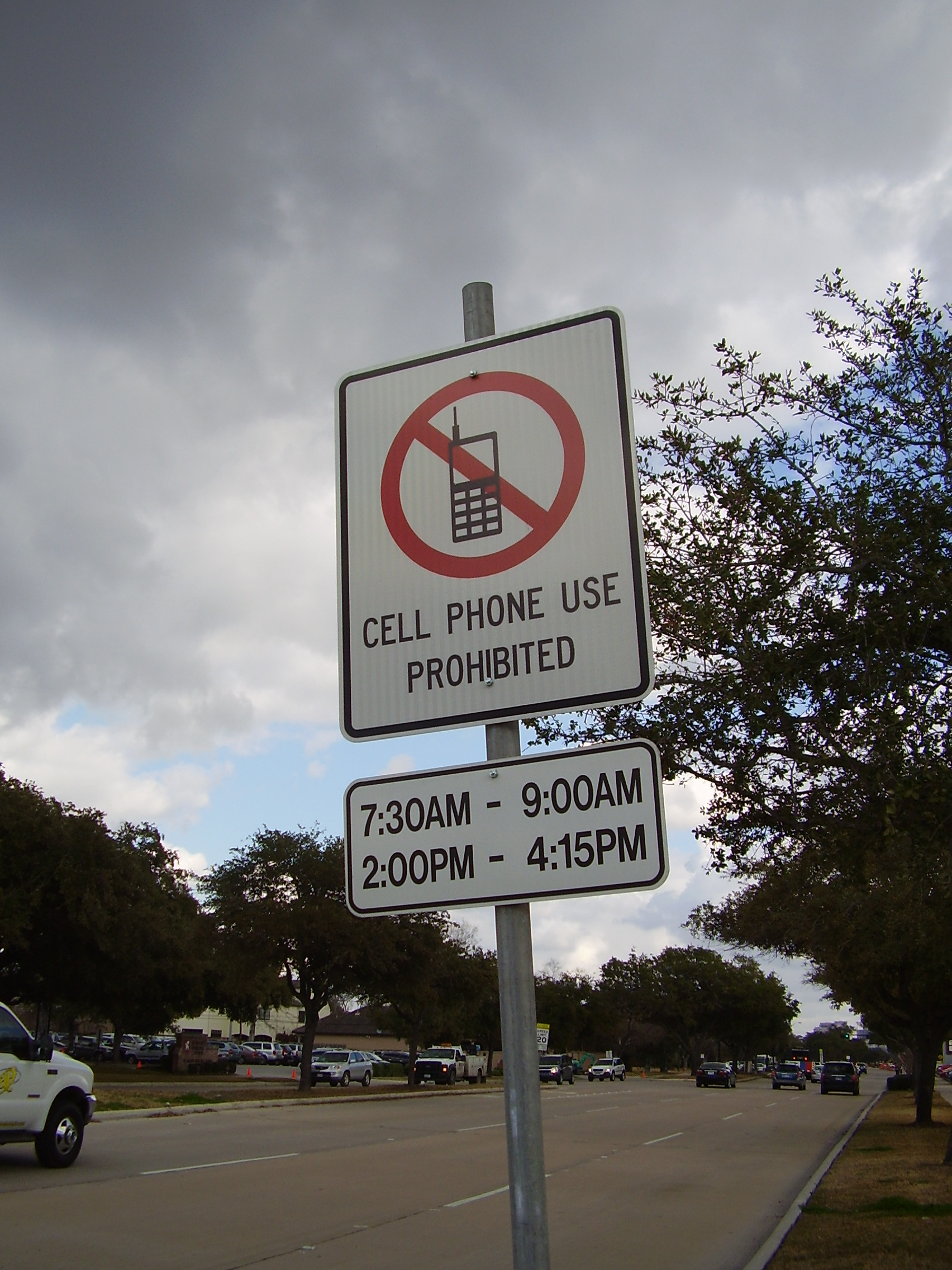
휴스턴 광역권의 사우스사이드 플레이스 (텍사스주)에 있는 벨레어 대로를 따라 있는 표지판은 오전 7시 30분부터 오전 9시까지, 오후 2시부터 오후 4시 15분까지 운전 중 휴대폰 사용이 금지되어 있음을 명시하고 있다.

운전자가 휴대폰 통화로 주의가 산만해진 것과 관련된 충돌 사고는 과속과 유사하게 과실로 기소되기 시작했다. 영국에서는 2017년 3월 1일부터 운전 중 손에 든 휴대폰을 사용하는 운전자는 벌금 £200 외에 운전면허에 벌점 6점을 추가하게 된다. 이러한 증가는 운전자들이 법을 무시하는 경향이 증가하는 것을 막기 위해 도입되었다. 일본은 긴급 상황을 제외하고 운전 중 손에 든 휴대폰 또는 모바일 장치 사용을 금지한다. 뉴질랜드는 2009년 11월 1일부터 손에 든 휴대폰 사용을 금지했다. 미국의 많은 주에서는 운전 중 휴대폰으로 문자 메시지를 보내는 것을 금지하고 있다. 일부 주에서는 운전자가 휴대폰 거치대를 사용할 수 있도록 허용하지만 일부 주에서는 허용하지 않는다. 일리노이주는 이러한 법을 시행하는 17번째 미국 주가 되었다. 2010년 7월 기준으로 30개 주가 운전 중 문자 메시지 전송을 금지했으며, 켄터키주가 7월 15일 가장 최근에 추가되었다.
공중보건법 연구는 미국의 주의산만 운전 법률 목록을 유지한다. 이 법률 데이터베이스는 1992년 첫 법률이 통과된 시점부터 2010년 12월 1일까지 50개 주와 컬럼비아 특별구의 운전 중 모바일 통신 장치 사용을 제한하는 법률 조항에 대한 포괄적인 정보를 제공한다. 데이터 세트에는 규제되는 활동(예: 문자 메시지 대 통화, 핸즈프리 대 핸드헬드), 대상 인구 및 면제 사항을 포함한 22개의 이분법적, 연속적 또는 범주형 변수에 대한 정보가 포함되어 있다.
2014년, 호주의 다양한 주 경찰은 500 미터 (1,600 ft) 이상 떨어진 곳에서 위반 운전자를 포착할 수 있는 카메라를 시험했다. 서호주 경찰은 다른 운전자들을 감시하기 위해 잠복 오토바이를 사용하며, 모든 위반은 경찰관의 헬멧 카메라에 기록될 것이다. 주의산만 운전과 관련된 자동차 사고가 많은 다른 국가들도 유사한 조치를 고려하고 있다.
NSW 도로 규칙은 2016년 12월 1일부터 P2 운전자를 위해 변경되었다. 학습 운전자, P1 및 P2 운전자는 운전 중 또는 정지 상태 (교통 신호등에서)에서 휴대폰을 어떤 기능으로도 사용해서는 안 된다. 운전자는 휴대폰을 사용하기 위해 교통 흐름에서 벗어나 주차해야 한다.
2013년 도로 교통법에 따른 도로 교통 법률 개정(휴대폰 – P2 면허) 규정 2016은 이 새로운 규칙을 시행하며, 이 규정의 목적은 다음과 같았다.
(a) 2014년 도로 규칙을 개정하여 운전 중 휴대폰 사용에 대한 학습 운전자 또는 P1 임시면허 소지자에게 부과되는 제한을 P2 임시면허 소지자에게도 확대하고(운전자가 휴대폰을 들고 있든 아니든 관계없이),
(b) 2008년 도로 교통(운전면허) 규정에 따른 결과적 개정.
이 규정은 2013년 도로교통법에 따라 제정되었다.
이 새로운 법이 2016년 12월 1일 도입되기 전에는 학습 운전자와 P1 임시면허 소지자만이 운전 중 어떤 형태로든 휴대폰 사용이 금지되었으며, P2 운전자는 다른 면허 소지자와 동일한 제한을 받았다.

### 금지 국가 목록

#### 핸드헬드 및 핸즈프리
운전 중 핸드헬드 또는 핸즈프리 휴대폰 사용이 불법인 국가:
- 미국 – 운전 중 휴대폰 사용에 관한 법률은 주마다 다르다. 어떤 주도 모든 성인 비상업용 차량 운전자에 대해 항상 모든 휴대폰 사용을 금지하지는 않지만, 많은 주에서 젊은 운전자 및 상업용 운전자의 모든 휴대폰 사용을 금지한다. 많은 주에는 문자 메시지 및 핸드헬드 휴대폰 사용 금지가 결합되어 있다. 자세한 내용은 미국에서 운전 중 휴대폰 사용 제한을 참조하라.

#### 핸드헬드만
운전 중 핸드헬드 휴대폰 사용이 불법인 국가:
- 아르헨티나
- 오스트레일리아: 모든 주 및 준주.
  -  뉴사우스웨일스주 – 위반자는 불법 휴대폰 사용에 대해 벌점 5점과 벌금 362달러를 부과하며, 스쿨존에서 적발될 경우 481달러를 부과한다. 크리스마스, 새해, 부활절과 같은 벌점 2배 기간 동안 운전자는 벌점 10점을 부과한다.
  -  퀸즐랜드주 – 운전 중 휴대폰 사용에 대한 벌금은 2025년 7월 1일부로 1,252달러(42달러 인상)로 인상된다. 벌금과 함께 벌점 4점을 받게 된다. 운전자가 1년 이내에 두 번 적발될 경우, 추가로 1,252달러의 벌금과 벌점 8점이 부과된다. 이는 전 세계에서 가장 높은 수준 중 하나이다.
  -  빅토리아주 – 운전 중 휴대폰 사용으로 적발될 경우 벌점 4점과 벌금 555달러가 부과된다. 법원에서 심리될 경우 불법 휴대폰/장치 사용에 대한 벌금은 최대 1,849달러까지 부과될 수 있다.
  -  웨스턴오스트레일리아주 – 거치대에 있지 않은 휴대폰을 만지거나 잡고 음성 통화를 걸거나 받거나 끊는 행위에 대한 벌금은 500달러이며 벌점 3점이다. 문자 메시지, 이메일, 소셜 미디어, 사진, 동영상 또는 이와 유사한 것을 만들거나 보내거나 보는 행위는 1,000달러의 벌금과 벌점 4점이 부과된다.
  - 틀:나라자료 오스트레일리아 수도 준주 – 장치를 사용하여 전화를 걸거나 받는 행위에 대한 벌금은 498달러이며 벌점 3점이다. 문자 메시지, 소셜 네트워킹, 앱 또는 인터넷 접속 행위에 대한 벌금은 612달러이며 벌점 4점이다.
  - 틀:나라자료 노던 준주 – 운전 중 휴대폰을 사용하면 벌점 3점과 벌금 500달러가 부과된다.
  -  사우스오스트레일리아주 – 운전자는 과태료와 벌점 3점을 받게 된다.
  -  태즈메이니아주 – 운전 중 휴대폰 사용에 대한 벌금은 390달러이며 벌점 3점이다.
- 오스트리아 - 법률 위반 시 100유로의 정액 벌금 통지(Organmandat)가 부과된다. 공식 고발이 이루어지면 관련 당국은 최대 140유로의 벌금을 부과할 수 있다.
- 바레인 - 교통 총국에 따르면, 운전 중 손에 든 휴대폰을 사용하는 위반자는 50BD에서 500BD의 벌금을 물 수 있다.
- 바베이도스 - 현재 도로 교통 개정법은 어떤 사람도 차량을 운전하는 동시에 휴대폰을 들고, 조작하거나, 통화하거나, 사용하는 것을 금지하며, 이 법 조항을 위반한 것으로 밝혀진 사람은 2,000달러의 벌금, 18개월의 징역 또는 둘 다에 처해질 수 있다.
- 벨기에 - 운전 중 휴대폰 사용은 처벌 가능한 위반이며, 174유로의 벌금을 부과받을 수 있다.
- 보스니아 헤르체고비나
- 브라질 – 헤드폰 및 블루투스 장치 포함.[62]
- 브루나이
- 불가리아
- 캐나다 – 누나부트를 제외한 모든 주 및 준주:[63]
  -  앨버타주
  -  브리티시컬럼비아주 2010년 1월 1일 기준[64]
  -  매니토바주 2010년 7월 15일 기준
  -  뉴브런즈윅주 2011년 6월 6일 기준
  -  뉴펀들랜드 래브라도주 2003년 기준[65]
  -  노바스코샤주 2008년 4월 8일 기준[66]
  -  프린스에드워드아일랜드주 2010년 1월 23일 기준[67]
  -  온타리오주 2009년 10월 1일 기준[64]
  -  퀘벡주
  -  서스캐처원주 2010년 1월 1일 기준 (초보 운전자의 경우 핸즈프리 포함)[68]
  -  노스웨스트 준주 2012년 1월 기준[69]
  -  유콘 준주 2011년 4월 1일 기준
- 칠레
- 중화인민공화국
- 콜롬비아
- 크로아티아[70]
- 키프로스
- 체코
- 덴마크
- 이집트
- 에티오피아
- 핀란드
- 에스토니아
- 프랑스
- 조지아
- 독일
- 그리스
- 홍콩
- 헝가리
- 아이슬란드[71]
- 인도 – 전국적으로 금지: 핸드헬드 장치, 핸즈프리 장치, 휴대폰에 손 뻗기 또는 메시지 확인 등. 카르나타카, 케랄라, 타밀나두, 마하라슈트라, 델리, 안드라프라데시와 같은 일부 주에서는 엄격히 시행된다.[72]
- 이란
- 아일랜드
- 맨섬
- 이스라엘
- 이탈리아
- 일본 – 긴급 상황을 제외하고 손에 든 모든 모바일 장치 (통화 또는 문자 메시지) 사용 금지.
- 저지섬
- 요르단
- 케냐
- 쿠웨이트 2008년 5월 1일 기준
- 리투아니아
- 말레이시아
- 멕시코
- 모로코
- 네팔 운전 중 휴대폰이나 무선 장치를 사용할 때마다 Npr 200루피의 벌금 부과. 안전한 장소에 주차한 후 사용할 수 있다. 교통 경찰은 주로 카트만두, 포카라, 비라트나가르, 다란, 다막 등에 기반을 두고 있다.
- 네덜란드[73]
- 뉴질랜드 - 운전 중 손에 든 휴대폰 사용에 대한 벌칙은 150달러와 벌점 20점이다.
- 노르웨이
- 오만
- 파키스탄 – 다음 지역에만 해당:
  - 이슬라마바드
- 필리핀 (2017년 5월 18일부로 공화국 법률 제10913호, 즉 "운전 중 주의산만 행위 방지법" 시행)
- 폴란드
- 포르투갈
- 루마니아
- 러시아
- 사우디아라비아
- 세르비아
- 싱가포르 (손을 사용하지 않고 통화에 응답하는 경우, 즉 음성 제어/자동 응답 시 핸즈프리 허용[74])
- 슬로바키아
- 슬로베니아
- 남아프리카 공화국
- 대한민국
- 스페인
- 스리랑카
- 스위스
- 중화민국
- 태국
- 트리니다드 토바고
- 튀르키예
- 투르크메니스탄
- 우크라이나
- 아랍에미리트
- 영국
- 미국 – 다음 지역에만 해당:[75][76]
  -  앨라배마주 – 적어도 다음 지역:
    - 몽고메리 시[77]

  -  아칸소주 – 18세에서 20세 사이의 운전자와 학교 구역 및 도로 공사 구역의 모든 운전자에 대한 주 전체 금지. 추가적으로:
    - 포트스미스 시는 전면 금지 조치를 취하고 있다.

  -  캘리포니아주
  -  코네티컷주
  -  델라웨어주[78]
  -  워싱턴 D.C.
  -  하와이주 – 주 법은 없지만, 모든 카운티에서 손에 든 휴대폰 사용을 불법으로 규정하는 주의산만 운전 법률을 제정했다.[79]
  -  일리노이주
  -  루이지애나주 – 나이에 관계없이 학습 또는 중간 면허를 가진 운전자.
  -  메릴랜드주
  -  매사추세츠주
  -  미시간주
    - 디트로이트 시
    - 트로이 (미시간주) 시

  -  네바다주
  -  뉴햄프셔주
  -  뉴저지주
  -  뉴멕시코주 – 주 전체 주 차량 및 앨버커키 시 경계 내 전면 금지.
  -  뉴욕주
  -  오리건주
  -  텍사스주 – 샌안토니오 및 오스틴 시는 2015년 1월 1일부로 모든 핸드헬드 휴대폰, MP3 플레이어, 차량에 영구적으로 부착되지 않은 GPS 내비게이터 (예: GPS 내비게이터 앱이 있는 스마트폰 사용)에 대한 전면 금지 조치를 시행한다. 벌금은 최대 500달러.
  -  버몬트주
  -  워싱턴주
  -  웨스트버지니아주[80]

## 같이 보기
- 행동 현대성
- 진화적 불일치
- 승객 문제
- 운전 중 문자 메시지 전송
- GPS에 의한 사망
- 셀프카메라 관련 부상 및 사망 목록